# 周齐
周齐（1949年11月28日—），男，江苏宜兴人，中华人民共和国政治人物。南开大学经济系政治经济学专业毕业，中央党校在职大学学历学历。

## 生平
1972年7月加入中国共产党。历任山东省物价局副处长、办公室主任、副局长，省政府副秘书长，中共济宁市委副书记、代市长、市长，中共烟台市委副书记、代市长、市长等职。2006年3月任山东省人民政府秘书长，2008年2月改任省长助理。